# 由利本莊市
由利本莊市（日语：／ Yurihonjō shi */?）是位於日本秋田縣西南部的市，也是縣內面積最大與人口數第四多的市。轄區東部為出羽山地，西邊面向日本海，當地人口則集中在羽後本莊站的周邊地區等地。由利本莊市在室町時代至戰國時代為地方豪族由利十二頭的支配地，江戶時代則成為本莊藩、龜田藩與矢島藩的領地。而由利高原鐵道的鳥海山麓線全線也通過市內。 
坐落於由利本莊市內的秋田火箭實驗場為日本第一枚小型火箭鉛筆火箭的發射地。而當地也是發現降低血液中膽固醇的藥物「他汀」的生物化學家遠藤章的故鄉。 

## 地理

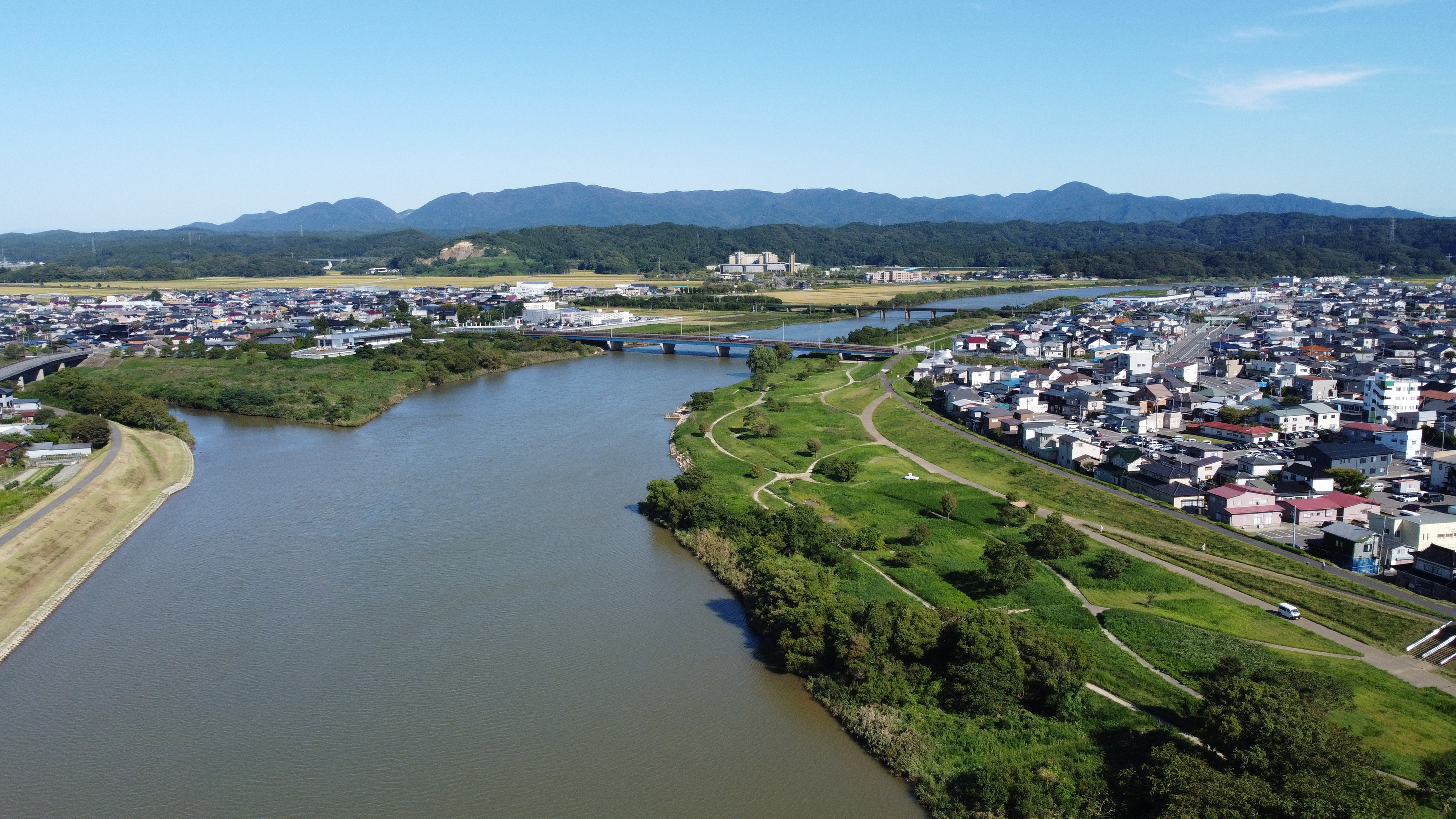
子吉川（日语：子吉川）與飛鳥大橋
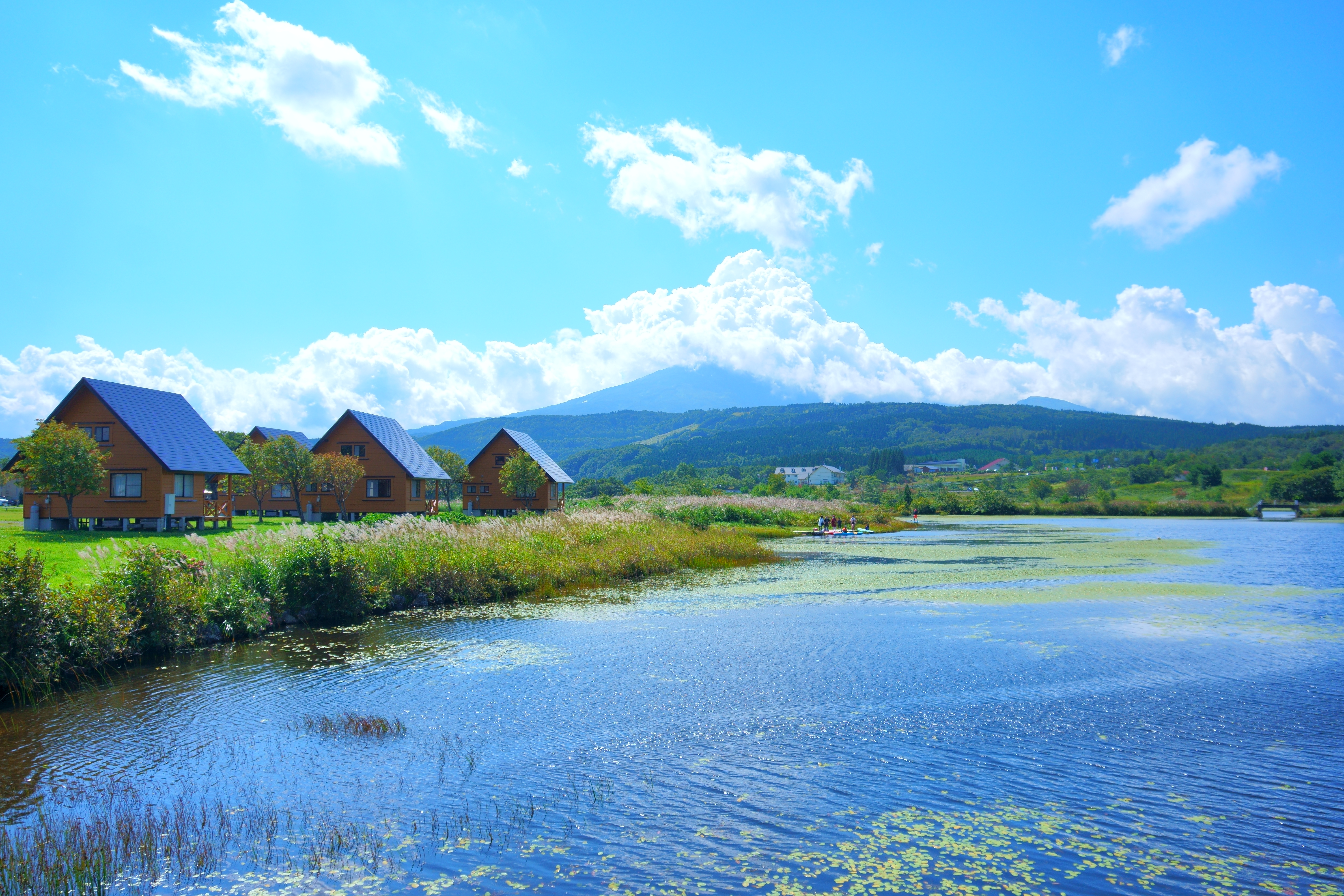
花立牧場公園與鳥海山

由利本莊市為秋田縣內面積最大的行政區，其面積約佔該縣總面積的10.7%，並且大約等於神奈川縣總面積的50%。而市內約74%的面積被森林覆蓋，10%的面積為農業用地。轄區東部坐落著出羽山地的山岳，西南方則坐落著海拔2236公尺的鳥海山，為東北地方的第二高峰。而鳥海山的周邊地區除位於鳥海國定公園的範圍內，也於2016年被日本地質公園委員會認證為鳥海山・飛島地質公園，並於2025年1月再度獲得認證。發源自鳥海山的子吉川由東南往西北流經市內，並在市中心西邊注入日本海。

### 氣候
由於由利本莊市的轄區相當寬廣，因此各地的氣候皆具有差異，但大致上屬於日本海側氣候。根據統計，2021年市內的本莊地區及矢島地區的年均溫各為13.0℃與11.7℃，年降雨量則分別為1938.5毫米和2270毫米。而沿海地區在冬季受到對馬暖流的影響，因此氣溫較高，且降雪量相比內陸及山間地區皆較少。

## 歷史
據《和名類聚抄》的記載，由利本莊市在律令制時期隸屬於出羽國飽海郡的由理鄉。8世紀後期，陸奧國及出羽國兩地的蝦夷發動叛亂，而日本朝廷在當地興建的由理柵（城柵）在續日本紀於寶龜11年（780年）的條目中被記載為防衛秋田城的重要據點。現今子吉川沿岸的其中一個地名「古雪」即被認為是由理柵遺留下來的地名。鎌倉時代，奧州藤原氏的郎黨由利八郎擔任由利本莊在內的由利郡地頭，當地也成為由利氏的領地。鎌倉時代後期，由利氏遭鳥海氏消滅，使由利郡成為鳥海氏的領地。室町時代，由利郡改由被稱為由利十二頭的地方豪族佔據郡內各處並進行支配，至戰國時代則因相互鬥爭而逐漸衰退。

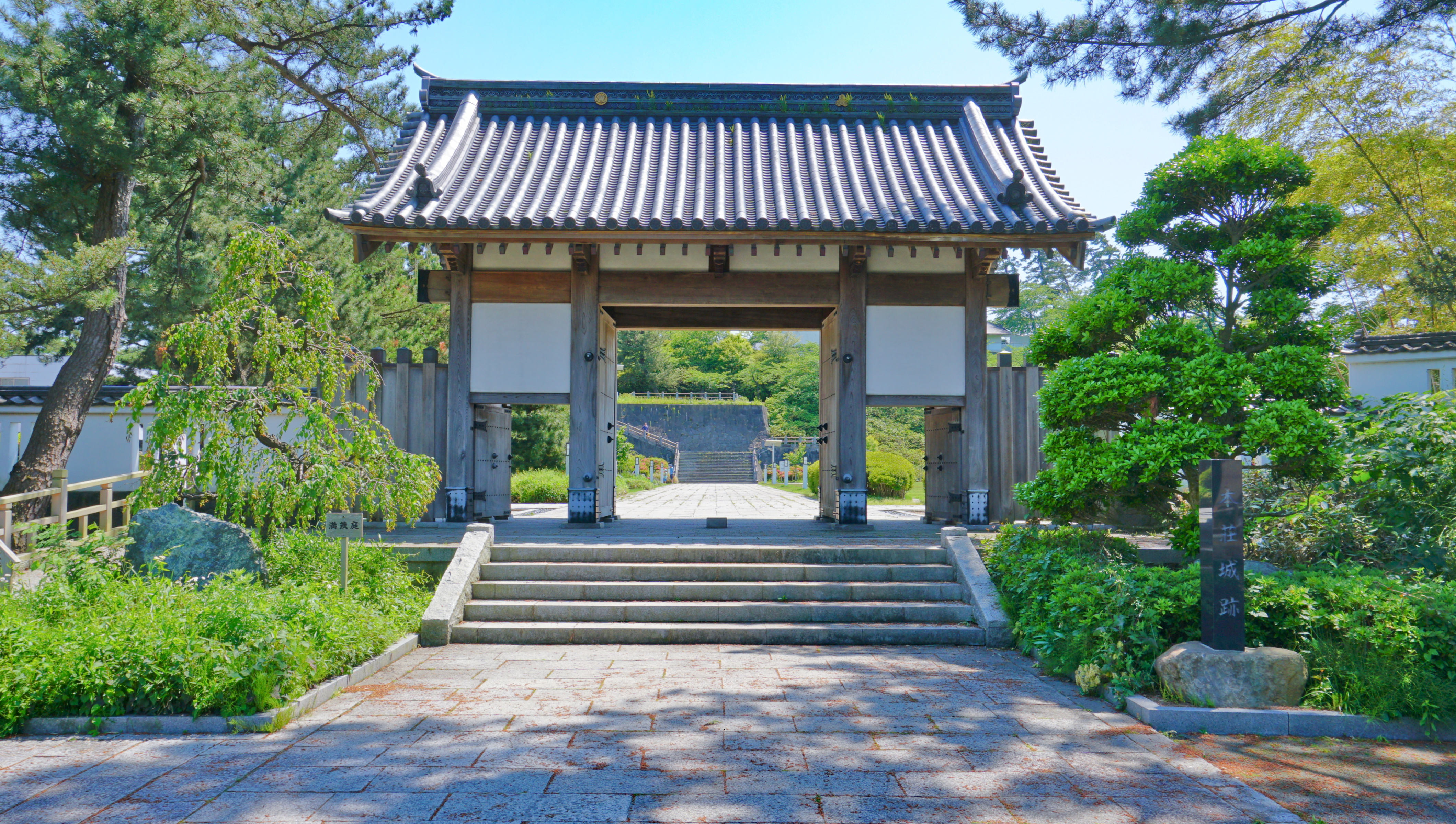
本莊城復原的大手門

天正18年（1590年），由利十二頭因參與小田原之戰而獲豐臣秀吉頒布知行充行的朱印狀；其中打越氏獲秀吉安堵知行1250石，並在日後的萬曆朝鮮之役中負擔軍役及為伏見城的修建提供木材。慶長5年（1600年），由利十二頭因在關原之戰及長谷堂城之戰中立下戰功，而在戰後依據功勞分封至各令制國或成為最上氏及佐竹氏的家臣；其中打越氏轉封至常陸國行方郡的新宮3000石，由利郡則於慶長7年（1602年）成為加封至57萬石的最上義光的領地。而義光將由利郡共5萬5000石的領地分別安堵其家臣楯岡滿茂及由利十二頭中的瀧澤氏與岩屋氏；其中楯岡滿茂獲得的領地石高為3萬9000多石，約佔由利郡總石高的七成。慶長15年（1610年），楯岡滿茂在本城的尾崎山修築本莊城，並於慶長18年（1613年）落成；而滿茂則以本莊城的城下町所在之地自稱為本城氏。
慶長19年（1614年）最上義光逝世後，最上氏內部爆發最上騷動；而江戶幕府以山形藩第3代藩主最上義俊處理藩政不當為由於元和8年（1622年）將其改易至近江國的大森藩。統治由利郡的本城氏、瀧澤氏與岩谷氏也受到改易的處分，其據點本莊城與瀧澤城遭到久保田藩的佐竹氏拆毀。元和9年（1623年）10月18日，本多正純因拒絕轉封至由利郡而遭到德川秀忠改易，同時江戶幕府令六鄉政乘、岩城吉隆與打越光隆移封至由利郡的本莊藩、龜田藩與矢島。六鄉政乘入主本莊藩後以本莊城作為藩政上的據點，而政乘在內的歷任藩主則致力於開發藩內的新田和振興當地的產業，使本莊地區在江戶時代作為稻米的盛產地及北前船的停泊港口而相當繁榮。同時因當地為羽州濱街道及其他街道的交會點，使本莊地區成為陸路上的交通要衝。而當地則由六鄉氏統治至明治維新時期。

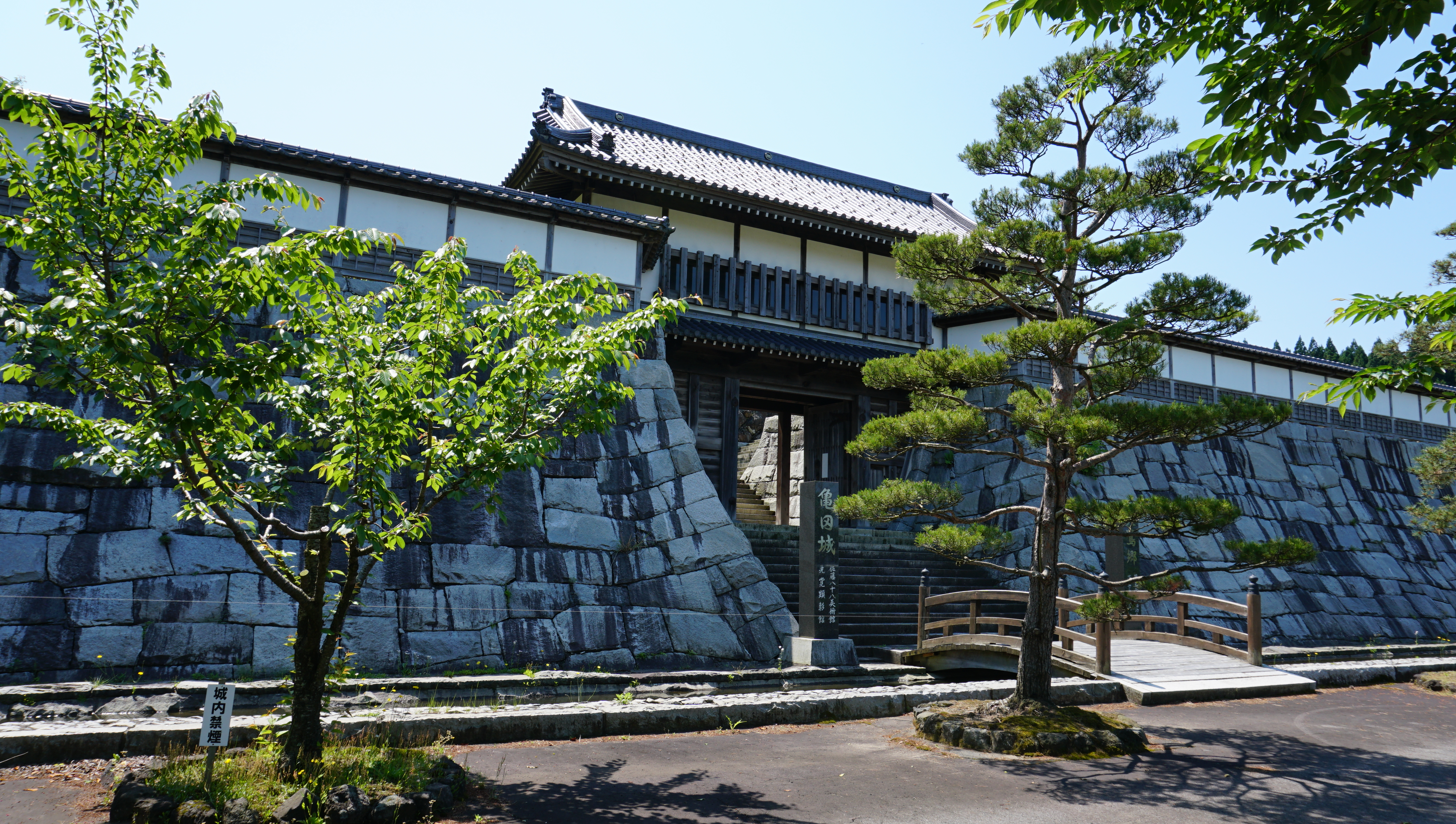
龜田城復原的城門

岩城義隆在入主龜田藩後於高城山興建龜田陣屋；而該陣屋至嘉永5年（1852年）才因第8代藩主岩城隆喜升格至城主格才更名為龜田城。龜田藩的歷任藩主除在當地進行新田開發外，也致力於振興當地的釀酒業、紡織產業與製麵業。而當地也由岩城氏統治至明治維新時期。至於入主矢島的打越氏僅統治當地11年，便因打越光隆的兒子打越光久在逝世後無子嗣繼承而於寬永11年（1634年）遭到改易，並於寬永17年（1640年）由轉封至當地的生駒高俊擔任矢島藩的初任藩主。此後矢島由生駒氏統治至明治維新時期。明治元年（1868年），龜田城與本莊城遭到明治政府的新軍燒毀。
明治22年（1889年）4月，日本在當地實施町村制，並設置矢島町等行政區。昭和29年（1954年）3月，本莊町和子吉村、小友村、石澤村、南內越村、北內越村與松崎村合併成本莊市。平成17年（2005年）3月22日，本莊市和矢島町、岩城町、由利町、大內町、東由利町、西目町與鳥海町合併成現今的由利本莊市。2011年3月11日的日本東北地方太平洋近海地震在當地引發震度4至5弱的地震，並造成全市停電長達31小時。

## 行政
現任市長湊貴信於2025年3月在選舉中以自動當選的方式成功連任，其任期將持續至2029年4月。

## 人口
由利本莊市的總人口數在合併前的1960年達到最高峰10萬9672人，隨後便開始呈現下滑的趨勢，至2020年的日本國勢調查為74,707人，並預估2050年將僅剩約42,387人。而據2020年的統計，當地的高齡人口占比為37.3%，高於同時期日本的平均值28.8%，並預估2048年將達到48%。
| 由利本莊市人口分布圖 |                                                   |  |
| 由利本莊市與日本全國年齡別人口分布比較圖 （2005年資料） | 由利本莊市的年齡、男女別人口分布圖 （2005年資料） |  |
| ■紫色是由利本莊市 ■綠色是全国 | ■藍色是男性 ■紅色是女性                           |  |
| 由利本莊市人口變化 \| 1970年 \| 95,428人 \| \| \| 1975年 \| 94,029人 \| \| \| 1980年 \| 95,748人 \| \| \| 1985年 \| 96,589人 \| \| \| 1990年 \| 95,489人 \| \| \| 1995年 \| 94,410人 \| \| \| 2000年 \| 92,843人 \| \| \| 2005年 \| 89,555人 \| \| \| 2010年 \| 85,229人 \| \| \| 2015年 \| 79,927人 \| \| \| 2020年 \| 74,707人 \| \| |                                                   |  |
| 資料來源：日本總務省統計中心提供之人口普查數據 |                                                   |  |
| 1970年 | 95,428人                                          |  |
| 1975年 | 94,029人                                          |  |
| 1980年 | 95,748人                                          |  |
| 1985年 | 96,589人                                          |  |
| 1990年 | 95,489人                                          |  |
| 1995年 | 94,410人                                          |  |
| 2000年 | 92,843人                                          |  |
| 2005年 | 89,555人                                          |  |
| 2010年 | 85,229人                                          |  |
| 2015年 | 79,927人                                          |  |
| 2020年 | 74,707人                                          |  |

## 經濟

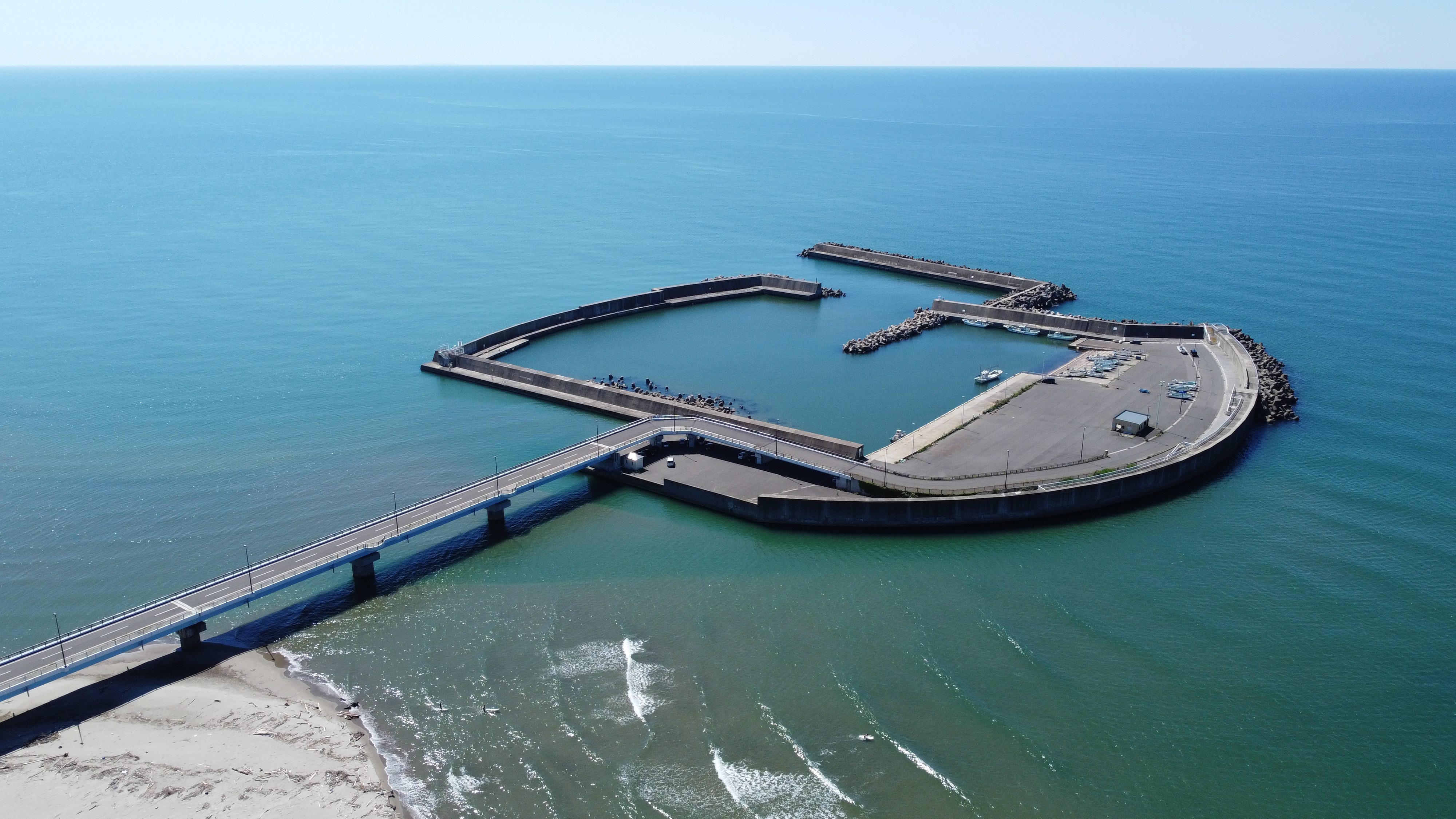
道川漁港
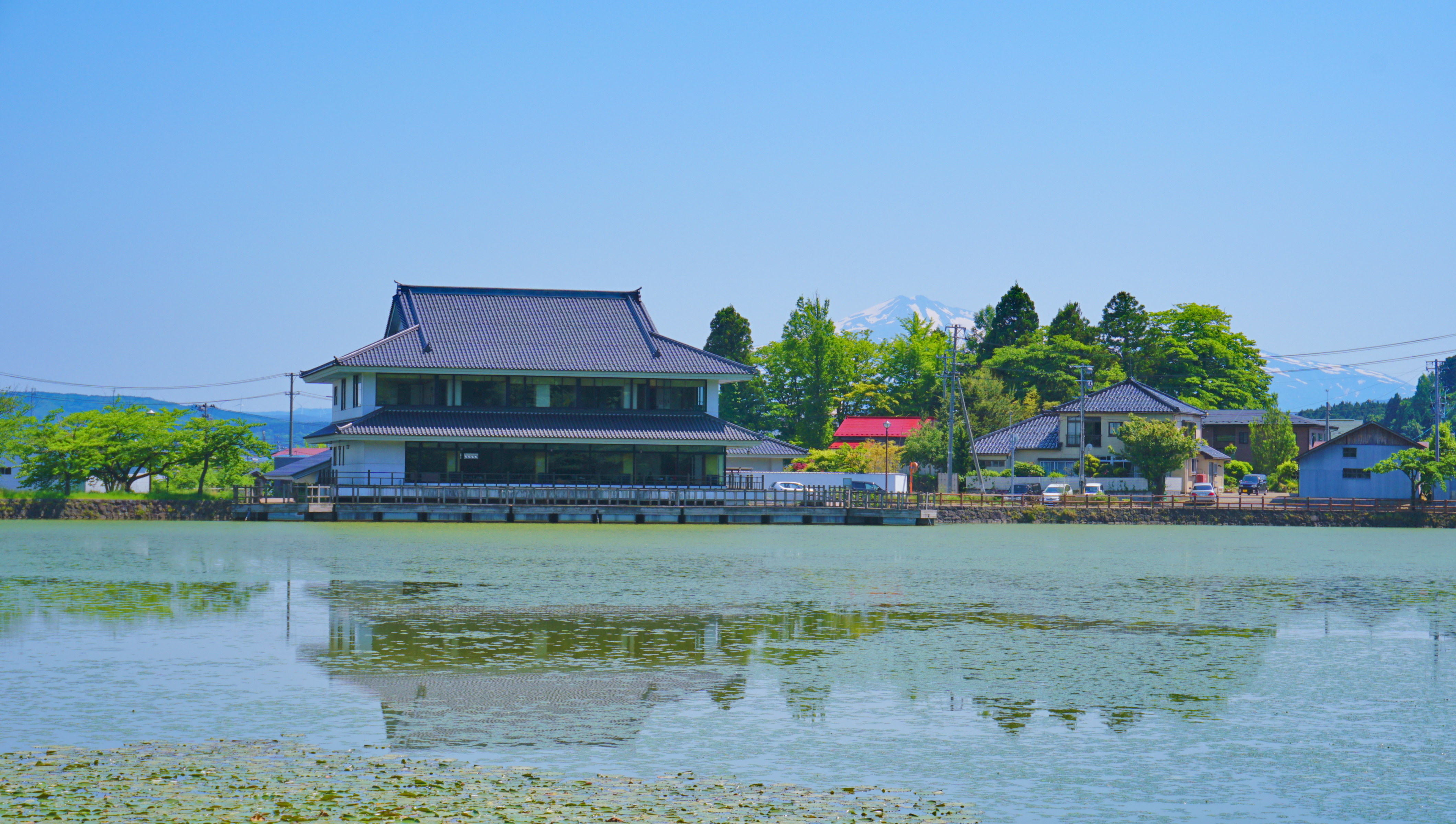
鶴舞温泉

根據日本2020年的國勢調查統計，由利本莊市的就業人口中有10.1%從事第一級產業，31.4%的就業人口從事第二級產業，57.5%則從事第三級產業。當地的農業以生產稻米、李子、蘋果、藍莓、龍膽與蕎麥麵等農產品為主，畜產業方面則培育秋田由利牛與娟珊牛等食用牛；而上述兩種產業在近年來皆面臨勞動力人口不足與高齡化等問題。市內的漁業則以沿岸漁業及內陸漁業為主，並可捕獲裙帶菜、岩牡蠣、日本叉牙魚與大麻哈魚等海產。當地的製造業就業人口多從事生產電子元件與電子電路的產業為主。而據2017年的統計，由利本莊市的製造品出貨總額約為2202億日圓，佔秋田縣製造品出貨總額的16%。同時由利本莊市與仁賀保市的周邊海域被日本政府選為浮體式離岸風力發電機的示範區域，並預計在2030年完成安裝工程。
由於由利本莊市內擁有鳥海山等自然景觀與溫泉設施，因此吸引許多遊客前來。根據統計，2007年至2019年，當地每年約有215.4萬至319.3萬名遊客遊客到訪。2020年及2021年，當地的遊客數受到嚴重特殊傳染性肺炎疫情的影響而分別下滑至138萬與146.5萬，2023年則回升至184.3萬人。

## 教育
由利本莊市內共有13所小學校、10所中學校與5所高等學校。根據2023年5月的統計，市內共有2885名小學生、1741名中學生與1838名高等學校的學生。

## 交通

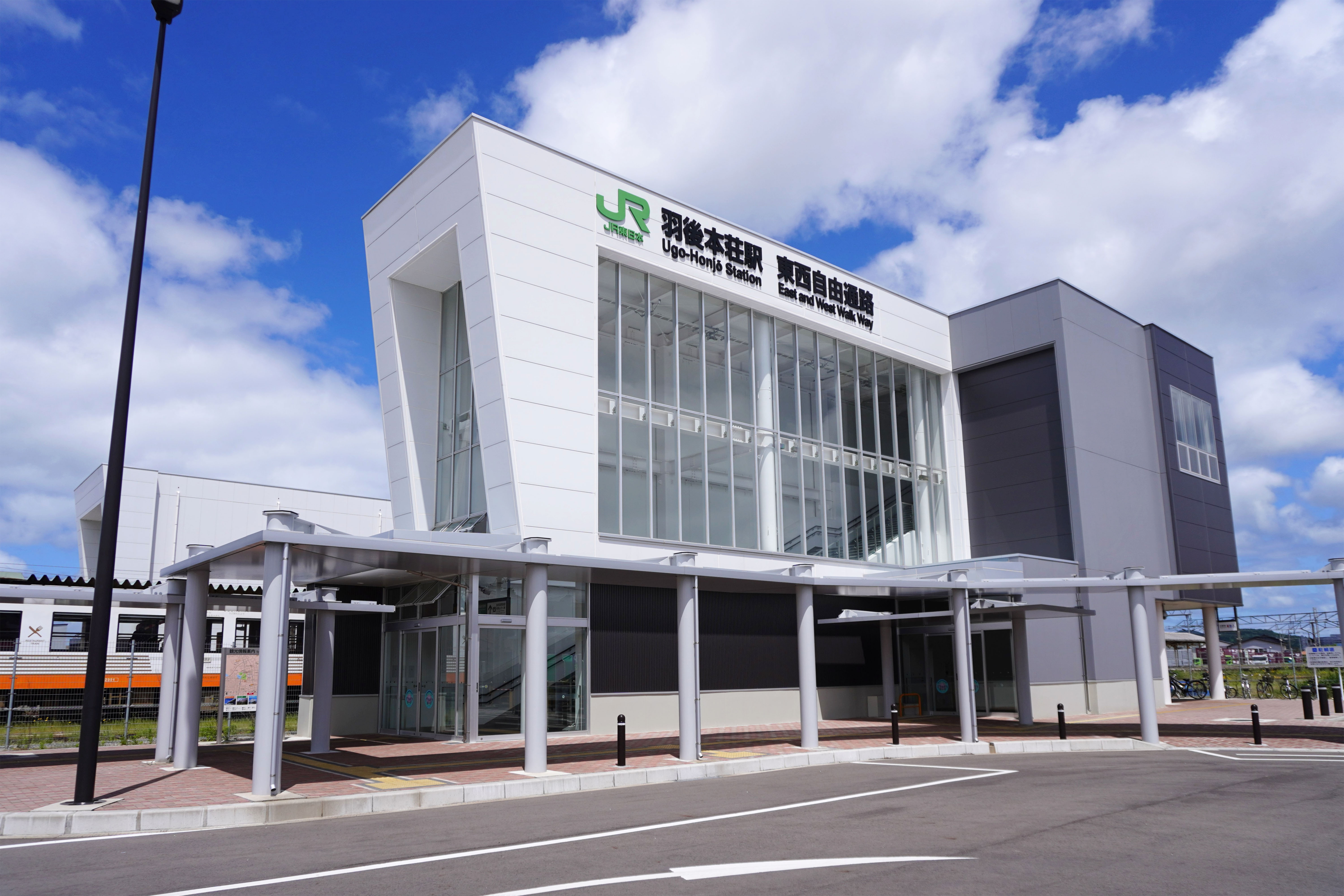
羽後本莊站的東出口
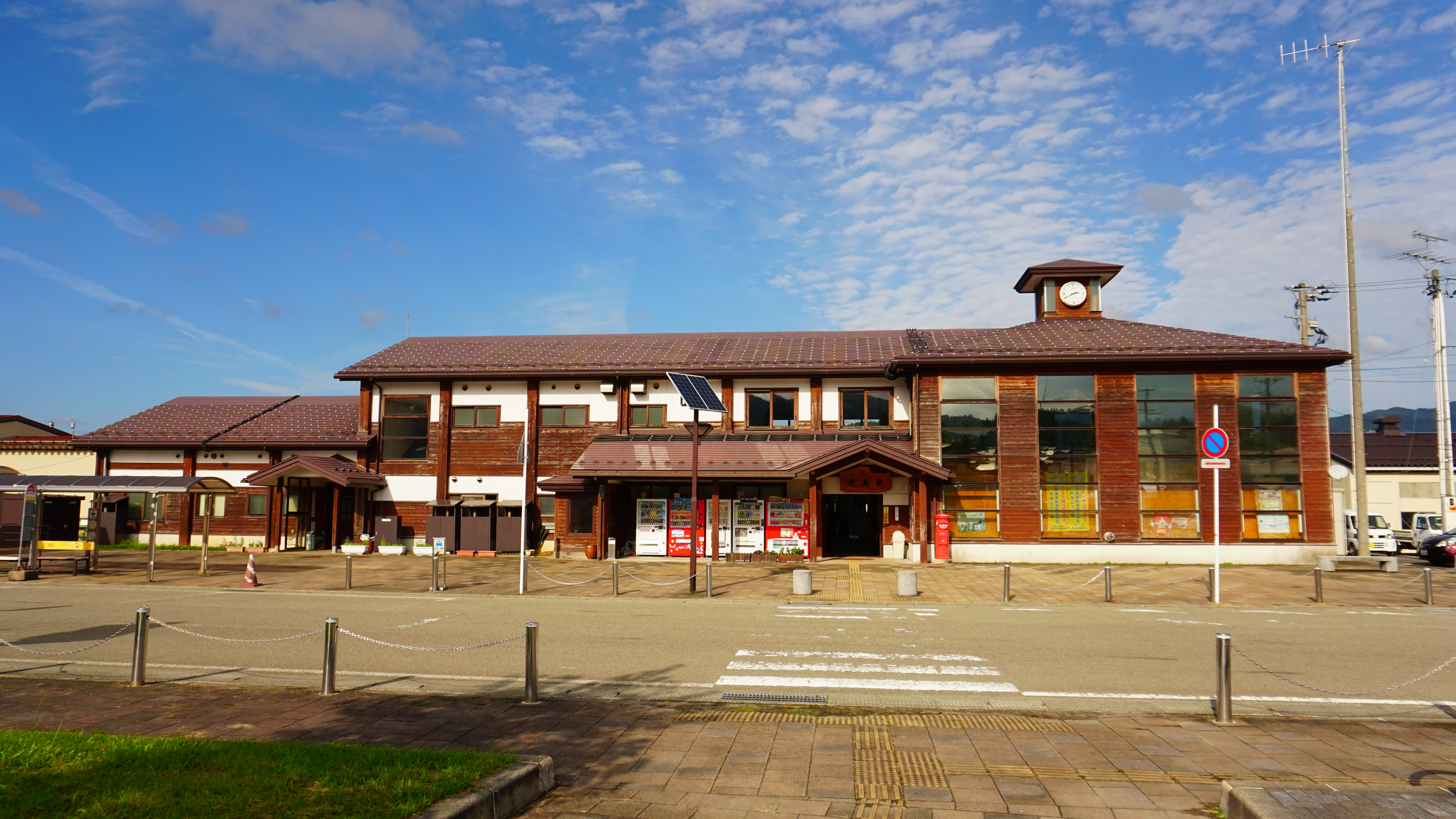
矢島站

國道7號以南北向穿越由利本莊市西部的沿海地區，日本海沿岸東北自動車道縱貫市中心以東的地區，國道105號、國道107號與國道108號則橫貫轄區的東部地帶。鐵路方面，東日本旅客鐵道的羽越本線和由利高原鐵道的鳥海山麓線皆通過由利本莊市內。位於市中心的羽後本莊站為當地的主要車站，也是鳥海山麓線的起點站。羽越本線由南往北另設西目站、羽後岩谷站、折渡站、羽後龜田站、岩城港站與道川站，鳥海山麓線則往轄區東南方設置子吉站、黑澤站、前鄉站、西瀧澤站、川邊站與矢島站等共11站。

## 姊妹城市
由利本莊市與以下日本行政區為友好城市:
| 市町村 | 都道府縣 | 締結日期       |
| ------ | -------- | -------------- |
| 磐城市 | 福島縣   | 1986年8月10日  |
| 佐久市 | 長野縣   | 1988年7月11日  |
| 高松市 | 香川縣   | 1999年10月27日 |
| 丸龜市 | 香川縣   | 2014年2月7日   |

由利本荘市與以下外國行政區為友好城市:
| 國家           | 城市               | 締結日期       |
| -------------- | ------------------ | -------------- |
| 匈牙利         | 瓦茨（佩斯州）     | 1996年9月25日  |
|                | 梁山市（慶尚南道） | 1998年10月10日 |
| 中华人民共和国 | 無錫市（江蘇省）   | 2001年7月6日   |

## 外部連結
- 由利本莊市 （页面存档备份，存于）

### 統計資料
1. ↑  由利本荘市企画振興部 《地域別・住民基本台帳人口調（令和7年2月28日現在）》 由利本荘市役所，2025年2月28日。 (ウェブ版XLSX （页面存档备份，存于）)